# 曹元深
曹元深（?—?），五代十国时期的第三任曹氏归义军节度使。曹議金的长子，曹元德的弟弟。后晋天福七年（942年）十二月，曹元深遣使者附闐使以來汴京朝见皇帝石重贵。天福八年（943年）正月庚寅，石重贵加封沙州留後曹元深为檢校太傅、充沙州歸義軍節度使。開運三年（946年），其弟曹元忠接任。